# Amedeo Salfa
Amedeo Salfa est un monteur italien né le 16 septembre 1941 à Rome. Il est le monteur de nombreux films de Pupi Avati.

## Filmographie partielle
- 1971 : Scipion, dit aussi l'Africain (Scipione detto anche l'africano) de Luigi Magni
- 1975 : Fantozzi de Luciano Salce
- 1976 : Mimi Bluette (Mimì Bluette, fiore del mio giardino) de Carlo Di Palma
- 1978 : Pair et Impair (Pari e dispari) de Sergio Corbucci
- 1980 : Mi faccio la barca de Sergio Corbucci
- 1982 : Marche au pas ! (Porca vacca) de Pasquale Festa Campanile
- 1982 : Più bello di così si muore de Pasquale Festa Campanile
- 1983 : Nostalghia d'Andreï Tarkovski
- 1983 : Zeder de Pupi Avati
- 1983 : Una gita scolastica de Pupi Avati
- 1983 : Questo e quello de Sergio Corbucci
- 1984 : Une saison italienne (Noi tre) de Pupi Avati
- 1985 : Festa di laurea de Pupi Avati
- 1985 : Impiegati de Pupi Avati
- 1986 : Regalo di Natale de Pupi Avati
- 1987 : Ultimo minuto de Pupi Avati
- 1988 : Sposi de Pupi Avati, Antonio Avati, Cesare Bastelli, Felice Farina et Luciano Manuzzi
- 1989 : Storia di ragazzi e di ragazze de Pupi Avati
- 1991 : Bix de Pupi Avati
- 1993 : Magnificat de Pupi Avati
- 1994 : Dichiarazioni d'amore de Pupi Avati
- 1996 : L'arcano incantatore de Pupi Avati
- 1996 : Festival de Pupi Avati
- 1997 : Le Témoin du marié de Pupi Avati
- 1999 : La via degli angeli de Pupi Avati
- 2003 : Un cœur ailleurs (Il cuore altrove) de Pupi Avati
- 2004 : La rivincita di Natale de Pupi Avati
- 2007 : La cena per farli conoscere de Pupi Avati
- 2008 : Il papà di Giovanna de Pupi Avati
- 2009 : Gli amici del bar Margherita de Pupi Avati
- 2010 : Il figlio più piccolo de Pupi Avati
- 2010 : Una sconfinata giovinezza de Pupi Avati